# Рашвілл (Міссурі)
Рашвілл (англ. Rushville) — селище (англ. village) в США, в окрузі Б'юкенан штату Міссурі. Населення — 225 осіб (2020).

## Географія
Рашвілл розташований за координатами 39°35′16″ пн. ш. 95°1′22″ зх. д. / 39.58778° пн. ш. 95.02278° зх. д. (39.587753, -95.022736).  За даними Бюро перепису населення США в 2010 році селище мало площу 0,66 км², уся площа — суходіл. В 2017 році площа становила 0,50 км², уся площа — суходіл.

## Демографія
Згідно з переписом 2010 року, у місті мешкали 303 особи в 112 домогосподарствах у складі 81 родини. Густота населення становила 460 осіб/км².  Було 127 помешкань (193/км²).
Расовий склад населення:
| - 99,3 % — білих |

До двох чи більше рас належало 0,0 %. Частка іспаномовних становила 0,7 % від усіх жителів.
За віковим діапазоном населення розподілялося таким чином: 27,7 % — особи молодші 18 років, 57,8 % — особи у віці 18—64 років, 14,5 % — особи у віці 65 років та старші. Медіана віку мешканця становила 37,8 року. На 100 осіб жіночої статі у місті припадало 100,7 чоловіків;  на 100 жінок у віці від 18 років та старших — 102,8 чоловіків також старших 18 років.
Середній дохід на одне домашнє господарство  становив 49 657 доларів США (медіана — 45 313), а середній дохід на одну сім'ю — 57 252 долари (медіана — 53 571). Медіана доходів становила 54 000 доларів для чоловіків та 31 250 доларів для жінок. За межею бідності перебувало 17,5 % осіб, у тому числі 35,6 % дітей у віці до 18 років та 10,7 % осіб у віці 65 років та старших.
Цивільне працевлаштоване населення становило 134 особи. Основні галузі зайнятості: виробництво — 23,9 %, роздрібна торгівля — 20,9 %, транспорт — 11,9 %, освіта, охорона здоров'я та соціальна допомога — 9,0 %.